# 柔道整復師鍼灸師国家試験対策予備校
柔道整復師鍼灸師国家試験対策予備校（じゅうどうせいふくししんきゅうしこっかしけんたいさくよびこう）は、 柔道整復師、鍼灸師（一部あん摩マッサージ指圧師）の国家資格の取得を目指して試験対策を提供する予備校。

## 主な予備校
- アンドキュー（WEB模試・会場模試）
- 柔整アカデミー（対面講義：北海道札幌市　オンラン講義：全国）
- サンテ柔道整復師国家試験対策　予備校
- 小竹柔道整復予備校（東京都豊島区西池袋）
- ジャパン国試合格　ジャパン模試
- 英伸塾(大阪府大阪市北区)
- 通信制予備校　Pflaster塾
- 柔整・鍼灸国試塾(北海道札幌市北区)
- 国分寺柔整鍼灸国試塾
- CMC柔整鍼灸国試塾
- CMG中央医療総合学院
- CAN医療国試塾
- JSQ国試対策研究室
- MLC国家試験対策予備校/関西看護医療予備校併設
- K&K heart school
- 東京アカデミー
- 株式会社クレストジャパンWEB予備校
- JSQ国試対策研究室
- 医進学園 明治鍼灸柔整予備校 併設：国試対策室
- メドック-柔整国家試験対策塾-
- ぱすきー柔整国試塾(医療系国家試験対策塾「ぱすきー」)
- タイシン柔整国試塾
- 日本柔整師国家試験対策協会
- 日本柔整師国家試験対策協会大阪ドクターズグループ
- 新宿鍼灸柔整専門学校国家試験対策講座
- 平成医療学園専門学校国試対策特別ゼミ
- マンツーマン教育社鍼灸師・柔道整復師受験ゼミ
- 玉造柔整国家試験対策予備校